# 加斯帕尔-泰奥多尔-伊尼亚斯·德·拉方丹
加斯帕尔-泰奥多尔-伊尼亚斯·德·拉方丹（法語：Gaspard-Théodore-Ignace de la Fontaine，法語發音：[ɡaspaʁ teɔdɔʁ iɲas də la fɔ̃tɛn]；1787年1月6日—1871年2月11日），卢森堡政治家和法学家，他是第一任卢森堡首相，在任四个月。
他的第三个儿子埃德蒙·德·拉方丹，笔名“迪克斯”（Dicks），是卢森堡民族诗人，卢森堡文学之父。
| 前任： 宪法修正案 | 卢森堡首相 1848年            | 繼任： 让-雅克·维尔马尔     |
| 前任： 宪法修正案 | 外交总干事 1848年            | 繼任： 让-雅克·维尔马尔     |
| 前任： 宪法修正案 | 司法总干事 1848年            | 繼任： 让-雅克·维尔马尔     |
| 前任： 国务院设立 | 国务委员会主席 1857年─1868年 | 繼任： 夏尔-马蒂亚斯·西蒙斯 |